# 憩之廣場站
憩之廣場站（日语：／ Ikoinohiroba eki */?）是位於靜岡縣掛川市細谷531番3號，天龍濱名湖鐵道的天龍濱名湖線車站。

## 歷史
- 1988年（昭和63年）3月13日 - 車站啟用。

## 車站構造
車站是一座地面車站，設有1面1線的單式月台。月台位於路軌東邊。在月台上設有候車室。
此站是無人車站，但是當掛川市營球場舉行全國高等學校棒球錦標賽的縣大會時，會臨時設有車站職員當值。

## 使用狀況
以下為近年1日平均乘車人次。車站主要使用者為於附近事業所上班的人員。
| 乘車人次變化 | 乘車人次變化      |
| 年度         | 一日平均 乘車人次 |
| ------------ | ----------------- |
| 2008         | 76                |
| 2009         | 90                |
| 2010         | 81                |
| 2011         | 59                |
| 2012         | 79                |
| 2013         | 58                |
| 2014         | 65                |
| 2015         | 74                |
| 2016         | 74                |
| 2017         | 70                |
| 2018         | 66                |

## 車站周邊
車站周邊的地勢比較平坦，較少建築物。在車站東邊設有縣道40號掛川天龍線。在車站東邊500米處為丘陵地帶，並設有憩之廣場。
- 地球製藥（日语：アース製薬）掛川工場
- 昭和Pax掛川工場
- Todax總部
- 吉岡玫瑰團地
- 憩之廣場（日语：いこいの広場）
  - 掛川市營球場
- 靜岡縣綜合教育中心羅漢柏
- 靜岡縣教育委員會靜西教育事務所
- 家居廣場NAFCO（日语：ナフコ (ホームセンター)）
  - TWO-ONE STYLE
- 掛川國際基督教學校
- 花峰庵高山 - 懷石料理店

## 相鄰車站
天龍濱名湖鐵道
天龍濱名湖線
櫻木－憩之廣場－細谷

## 注腳
1. ↑  掛川市統計書

## 外部連結
- 憩之廣場站 （页面存档备份，存于）（日語） - 天龍濱名湖鐵道株式會社